# Roman Ogaza
Roman Grzegorz Ogaza, né le 17 novembre 1952 à Katowice (Pologne) et mort le 4 mars 2006 à Forbach (Moselle), est un footballeur international polonais.

## Biographie
Il débute au Górnik Lędziny en Pologne. Après une brillante carrière dans ce pays, il part en France au Racing club de LENS (2 saisons) puis il part en D2 à ALES où il terminera sa carrière comme professeur.
Il fait ses débuts pour l'équipe de Pologne de football le 13 avril 1974 contre Haïti. Entre 1974 et 1981, il compte 21 sélections pour 6 buts. Il remporte la médaille d'argent aux Jeux olympiques d'été de 1976 de Montréal.

## Palmarès
- Champion de Pologne : 1980 avec le Szombierki Bytom
- Médaillé olympique d'argent : 1976 avec la Pologne